# Elia Benamozegh
Elia Benamozegh (Livorno, 24 aprile 1823 – Livorno, 6 febbraio 1900) è stato un rabbino, esegeta e cabalista italiano di origine marocchina.

## Biografia
Nato a Livorno da genitori ebrei marocchini nativi di Fès e rimasto orfano del padre Avraham, fu avviato dallo zio, rabbi Yehuda Coriat, all'apprendimento del Talmud e della cabala. Da questi studi arrivò alla convinzione che la cabala fosse fondamentale per la comprensione dell'ebraismo.

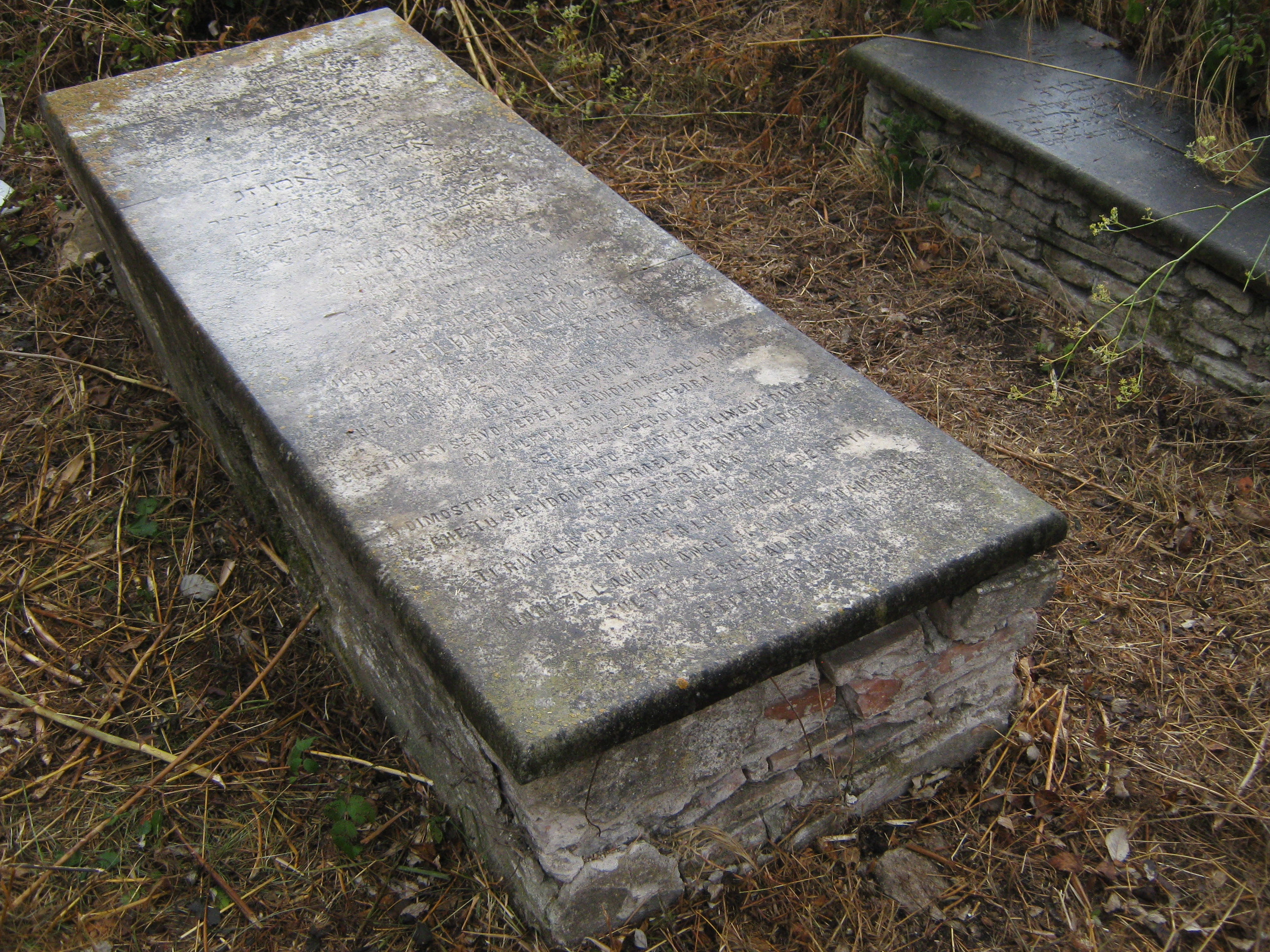
Tomba di Elia Benamozegh, a Livorno

Fu rabbino di Livorno. Si riteneva fedele alla tradizione ebraica, non di meno era considerato un liberale. Alla sua morte fu sepolto nella stessa città natale, nel cimitero di viale Ippolito Nievo.

## Opere

### Libri
- Emat mafgyia ("La paura dell'opponente"), confutazione di un'opera anticabalistica di Leone da Modena, in 2 voll. Livorno, 1855.
- Ger Tsedek ("Un proselita giusto"), note critiche sul Targum Onkelos. Livorno, 1858.
- Ner le-David ("Lampada di David"), commento sui Salmi, pubblicato insieme al testo di riferimento. Livorno, 1858.
- Em la-Miqrah ("Matrice della Scrittura"), commento alla Torah contenente note critiche, filologiche, archeologiche e scientifiche sui dogmi, la storia, le leggi e i costumi dei popoli antichi, pubblicata insieme al testo di riferimento con il titolo di Torat Adonai. Livorno e Parigi, 1862-65.
- Ta'am la-Shad ("Argomenti per Samuel David"), confutazione del dialogo anticabalistico di Samuel David Luzzatto. Livorno, 1863.
- Mebo Kelali introduzione generale alle tradizioni ebraiche, pubblicata in "Ha-Lebanon", 1864, pp. 73 ssg.
- Storia degli Esseni. Firenze, 1865. Nuova edizione: Marietti 2007.
- Morale Juive et Morale Chrétienne. Examen Comparatif Suivi de Quelques Réflexions sur les Principes de l'Islamisme. Parigi, 1867. Morale ebraica e morale cristiana, Marietti 1997
- Teologia Dogmatica ed Apologetica. Livorno, 1877.
- Le Crime de la Guerre Dénoncé à I'Humanité. Parigi, 1881 (quest'opera vinse un premio della Ligue de la Paix).
- Ya'aneh be-Esh ("Egli risponderà col fuoco"), discussione sulla cremazione secondo la Bibbia e il talmud. Livorno, 1886.
- Israël et l'humanité, studio sulla questione della religione universale. Parigi, 1914 (postuma). Israele e l'umanità, Marietti 1990.
- L'immortalità dell'anima, La parola, Roma 2008.
- Shavuot. Cinque conferenze sulla Pentecoste, Belforte, Livorno 2009.

### Articoli
- "Spinoza et la Kabbala", in Univers Israélite, xix. 36 ssg.
- "La Tradition", ib. xxv. 20 ssg.
- "Intorno alla Cabbala", in Il Vessillo Israelitico, xli. 3 ssg.
- "Il Libro di Giobbe", in Educatore, ix. 325 ssg.
- "Dell'Escatologia", ib. xxv. 203 ssg.